# Дагмаров, Михаил Николаевич
Михаил Николаевич Дагмаров (Догмаров) (1894; Ливны, Орловская губерния, Российская империя — 1955, Москва) — советский актёр театра и кино.

## Биография
Родился в 1894 году в городе Ливны. Сценической деятельностью начал заниматься в 1912 году в Ливнах и продолжил её на провинциальных сценах. После двухлетнего полуголодного скитания по провинции ему, наконец, удалось устроиться в один из второстепенных московских театров.
Грянула Первая мировая война, а затем и Гражданская. Дагмаров изъявил желание отправиться на фронт. Участвовал в Гражданской войне. Служил в 11-й Армии в Астрахани. Организовывал досуг красноармейцев прямо на линии фронта. Читал, играл спектакли, сценки, организовывал кружки.
После Красной Армии играл в театре МГСПС (им. Моссовета). В этом театре Дагмаров сыграл целый ряд сложных ролей. В этот период, в 1923 году, Михаил Николаевич приезжал на гастроли в Ливны.
Кроме этого, Дагмаров вел большую работу по объемной мультипликации и озвучиванию мультфильмов на кинофабрике «Мосфильм».
Умер в 1955 году, похоронен на 3-м участке Ваганьковского кладбища.

## Фильмография

### Роли в кино
- 1935 — Новый Гулливер — начальник лагеря
- 1939 — Золотой ключик — Джузеппе (в титрах М. Догмаров)
- 1939 — Поднятая целина — Фрол Дамасков

### Роли в театре
Театр имени Моссовета
- «1881 год» — народоволец Фроленко
- Цемент — партизан Цхеладзе
- Шторм — редактор
- Мятеж — член Реввоенсовета Янош Ковач
- Рельсы гудят — следователь
- Чапаев — Воронов

### Озвучивание
- 1936 — Лиса и Волк
- 1937 — Завещание пса-скотинки
- 1937 — Про Лису и Журавля, или Случай в лесу
- 1938 — Весёлые музыканты